# نهائي كأس أوروبا 1958
نهائي كأس أوروبا 1958 كانت مباراة كرة قدم أقيمت على ملعب الملك بودوان في مدينة بروكسل يوم 28 مايو 1958. كانت المُباراة بين حامل اللقب النسختين السابقتين ريال مدريد ونادي ميلان والذي فاز بها ريال مدريد بثلاث أهداف مقابل هدفين، وكان هذا أول نهائي يُحسم بالأشواط الإضافية وحقق نادي ريال مدريد اللقب الثالث له على التوالي.

## عن الفريقين

### ريال مدريد
| تاريخ ريال مدريد في نهائيات دوري أبطال أوروبا | تاريخ ريال مدريد في نهائيات دوري أبطال أوروبا | تاريخ ريال مدريد في نهائيات دوري أبطال أوروبا | تاريخ ريال مدريد في نهائيات دوري أبطال أوروبا | تاريخ ريال مدريد في نهائيات دوري أبطال أوروبا | تاريخ ريال مدريد في نهائيات دوري أبطال أوروبا |
| النسخة                                        | المركز                                        | الخصم                                         | النتيجة                                       | المكان                                        | الحضور                                        |
| كأس أوروبا (النظام القديم)                    | كأس أوروبا (النظام القديم)                    | كأس أوروبا (النظام القديم)                    | كأس أوروبا (النظام القديم)                    | كأس أوروبا (النظام القديم)                    | كأس أوروبا (النظام القديم)                    |
| --------------------------------------------- | --------------------------------------------- | --------------------------------------------- | --------------------------------------------- | --------------------------------------------- | --------------------------------------------- |
| 1956                                          | البطل                                         | ستاد ريمس                                     | 3–4                                           | بارك دي برينس، باريس                          | 38,239                                        |
| 1957                                          | البطل                                         | فيورنتينا                                     | 0–2                                           | سانتياغو بيرنابيو، مدريد                      | 124,000                                       |

### ميلان
| لم يصل إلى النهائي من قبل | لم يصل إلى النهائي من قبل | لم يصل إلى النهائي من قبل | لم يصل إلى النهائي من قبل | لم يصل إلى النهائي من قبل | لم يصل إلى النهائي من قبل |
| ------------------------- | ------------------------- | ------------------------- | ------------------------- | ------------------------- | ------------------------- |

## النهائي
| ميلان                                        | 3-2   | ريال مدريد                                               |
| -------------------------------------------- | ----- | -------------------------------------------------------- |
| خوان ألبرتو سيكافينو 59' · إرنستو غريللو 77' | تقرير | ألفريدو دي ستيفانو 73' · ريال 79' · فرانشيسكو خينتو 109' |

| ريال مدريد | ميلان |

| GK           | 1  | نارسيسو سولدان       |
| RB           | 2  | ألفيو فونتانا        |
| LB           | 3  | إيروس بيرالدو        |
| CM           | 4  | ماريو بيرجاماشي      |
| CB           | 5  | تشيزاري مالديني      |
| CM           | 6  | لويجي راديشي         |
| RW           | 7  | جيانكارلو دانوفا     |
| RM           | 8  | نيلس ليدهولم (ك)     |
| CF           | 9  | خوان ألبرتو سيكافينو |
| LM           | 10 | ارنستو غريللو        |
| LW           | 11 | تيتو كاكشياروني      |
| Manager:     |    |                      |
| جوزيبي فياني |    |                      |

|                |    |                    |
| GK             | 1  | خوان ألونسو        |
| DF             | 2  | أنجيل أتيينزا      |
| DF             | 3  | رافاييل ليسميس     |
| DF             | 4  | خوسيه سانتاماريا   |
| DF             | 5  | خوان سانتيستيبان   |
| MF             | 6  | خوسي ماريا زاراغا  |
| MF             | 7  | خوسي إغليسياس      |
| MF             | 8  | ريموند كوبا        |
| MF             | 9  | ألفريدو دي ستيفانو |
| FW             | 10 | هيكتور ريال        |
| FW             | 11 | فرانشيسكو خينتو    |
| المدرب:        |    |                    |
| لويس كارنيلجيا |    |                    |

## إحصائيات المباراة
|                    | ريال مدريد | ميلان |
| ------------------ | ---------- | ----- |
| الأهداف المسجلة    | 3          | 2     |
| مجموع التسديدات    | 20         | 17    |
| التسديد على المرمى | 14         | 10    |
| الإستحواذ          | 75%        | 25%   |
| الركنيات           | 4          | 3     |
| الأخطاء المرتكبة   | 5          | 8     |
| التسلل             | 1          | 4     |
| بطاقات صفراء       | 0          | 0     |
| بطافات حمراء       | 0          | 0     |